# Edsel Ford
Edsel Bryant Ford (6. listopadu 1893 Detroit, Michigan, USA – 26. května 1943 Grosse Pointe Shores, Michigan, USA) byl americký podnikatel a filantrop, jediné dítě průkopnického průmyslníka Henryho Forda a jeho manželky Clary Jane Bryant Fordové. Od roku 1919 až do své smrti v roce 1943 byl prezidentem společnosti Ford Motor Company, jejíž vedení převzal po svém otci a zakladateli této společnosti.

## Prezident společnosti Ford
Jako jediný dědic podniku úzce spolupracoval se svým otcem, ale v souladu se svým osobním vkusem chtěl vyvíjet zajímavější a technicky vyspělejší automobily než Ford model T („Tin Lizzie“), který ale byl mimořádně komerčně úspěšný (vyrobilo se ho více než 15 miliónů kusů). Dokonce i jako prezident měl problém přesvědčit svého otce, aby povolil jakýkoli odklon od tohoto úspěšného, ale již zastaralého vzorce. Teprve změna podmínek na trhu mu umožnila vyvinout v roce 1927 nový, módnější Ford model A. Edsel založil také divizi Mercury a byl zodpovědný za modely Lincoln-Zephyr a Lincoln Continental. Zavedl důležité prvky do výbavy automobilů, jako například hydraulické brzdy nebo bezpečnostní čelní sklo, a výrazně posílil zámořskou výrobu společnosti.

## Další aktivity
Ford byl významným mecenášem umění v Detroitu a financoval také polární výzkumy admirála Richarda Byrda. Zemřel na rakovinu žaludku ve věku 49 let. Po Edselově smrti se Henry Ford dočasně znovu ujal vedení společnosti Ford, v roce 1945 pak Henryho Forda ve funkci prezidenta společnosti Ford vystřídal Edselův nejstarší syn Henry Ford II. Edsel Ford Byl také členem představenstva společnosti American IG, americké dceřiné společnosti německého chemického konglomerátu IG Farben.